# Dolly Sisters
Dolly Sisters, tvillingarna Rosika (Rose) (1892-1970) och Jansci (Jenny) Deutsch (1892-1941), föddes den 25 oktober 1892 i Balassagyarmat, var ungersk-amerikanska dansare och skådespelare.
Tvillingsystrarna föddes i Ungern och emigrerade till USA 1905. 1907 började de att tjäna pengar på att uppträda med ett eget dansnummer på olika ölhallar. 1913-1920 spelade de in ett halvdussin filmer. De turnerade också på olika teatrar och danshallar runtom i Europa. 
1945 gjordes filmen Dolly Sisters, där June Haver spelade Rosie och Betty Grable spelade Jenny.
Dolly sisters och deras relation till Harry Selfridge skildras i TV-serien Mr Selfridge, där Emma Hamilton spelar Rosie Dolly och Zoe Richards spelar Jenny Dolly.

## Filmografi i urval
- 1914 - Our Mutual Girl
- 1915 - The Lily and the Rose
- 1918 - The Million Dollar Dollies